# 麥登·邁爾士
麥登·邁爾士（Minden Miles，1996年5月22日—）生於美國德克薩斯州韋瑟福德，是一名美國射擊運動員，主攻步槍項目，曾獲得2018年美洲射擊錦標賽女子10公尺空氣步槍冠軍。

## 外部連結
- ISSF （页面存档备份，存于）